# Classe Albacora

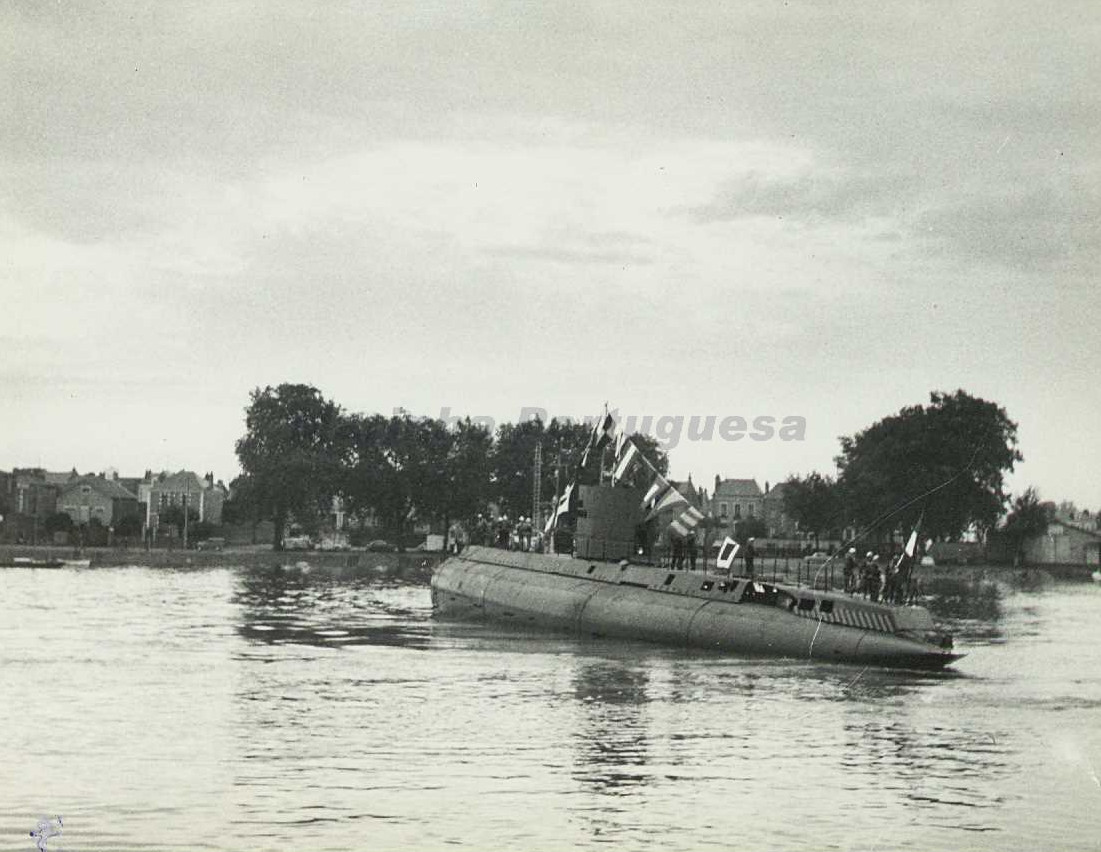
Le sous-marin NRP Albacora en 1967.

La classe Albacora était une classe de sous-marins d'attaque conventionnels (propulsion diesel-électrique), développée pour la marine portugaise sur la base de la classe Daphné française. En 1964, le gouvernement portugais a commandé la construction de quatre unités de cette classe au chantier naval Dubigeon-Normandie pour créer la 4e flottille de sous-marins. Avec la mise en service du premier sous-marin le 1er octobre 1967, la marine portugaise a commencé à disposer d’un sous-marin capable d’opérer dans les zones côtières et océaniques, en particulier dans la zone économique exclusive portugaise.
Le dernier sous-marin de classe Albacora en service, le NRP Barracuda, a effectué sa dernière mission en 2010. La classe a été remplacée par deux sous-marins de type 209PN/type 214PN.

## Navires de la classe
| Pays                | numéro de fanion | Nom                      | Terminé | Commissionné     | Déclassé                     |
| ------------------- | ---------------- | ------------------------ | ------- | ---------------- | ---------------------------- |
| Marine pakistanaise | S134             | Ghazi (ex-NRP Cachalote) | 1969    | Acquis en 1975   | 2006                         |
| Marine portugaise   | S163             | Albacora                 | 1967    | 1er octobre 1967 | 2000                         |
| Marine portugaise   | S164             | Barracuda                | 1968    | 4 mai 1968       | 2010                         |
| Marine portugaise   | S165             | Cachalote                | 1969    | 25 janvier 1969  | 1975 (Transféré au Pakistan) |
| Marine portugaise   | S166             | Delfim                   | 1969    | 1er octobre 1969 | 2005                         |